# Jogo da Vingança
Jogo da Vingança é como ficou conhecida uma partida realizada em 8 de novembro de 1981, em que o Flamengo devolveu o placar de 6 x 0 recebido do Botafogo nove anos antes. Durante os nove anos entre as duas partidas, toda vez que as equipes se enfrentavam, a torcida do Botafogo exibia uma faixa com os dizeres “Nós gostamos de Vo6!”.
A partida em que o Botafogo ganhou de 6 x 0 é mencionada no livro "Os 100 Maiores Jogos do Brasileirão".
Em 2007, o Jogo da Vingança foi um dos episódios da série de documentários do canal SporTV "Jogos para Sempre".
Para se ter uma ideia da importância desta partida para a história do Clássico da Rivalidade, o jornalista historiador rubro-negro Roberto Assaf conta o seguinte:

## Cenário Pré-Jogo da Vingança
A história do chamado Jogo da Vingança inicia-se 9 anos antes, quando Flamengo e Botafogo se confrontaram em partida válida pelo Primeira fase do Campeonato Brasileiro de 1972 e o Botafogo venceu a partida por 6 x 0.

### Botafogo 6 x 0 Flamengo (1972)
No dia 15 de novembro de 1972, dia em que o Flamengo completou 77 anos, o Botafogo meteu um sonoro 6 x 0 pros torcedores de ambas equipes nunca mais se esquecerem. Esta partida é mencionada no livro "Os 100 Maiores Jogos do Brasileirão".
De acordo com Roberto Porto, jornalista e historiador alvinegro:

#### Ficha Técnica da Partida
| 15 de novembro de 1972 | Botafogo                                               | 6 – 0                    | Flamengo | Estádio do Maracanã, Rio de Janeiro-RJ                                                                   |
|                        | Jairzinho 15' 68' 83' · Fischer 35' 41' · Ferretti 87' | Ficha Técnica Reportagem |          | Público: 46,279 Árbitro: RJ José de Assis Aragão Torneio: Primeira fase do Campeonato Brasileiro de 1972 |

| Botafogo | Flamengo |

|                    |   |                 |    |    |
|                    |   |                 |    |    |
| G                  | 1 | Cao             |    |    |
| Z                  | ' | Osmar Guarnelli |    |    |
| Z                  | ' | Mauro Cruz      |    |    |
| Z                  | ' | Valtencir       |    |    |
| V                  | ' | Marinho Chagas  |    |    |
| V                  | ' | Carlos Roberto  |    |    |
| M                  | ' | Nei Conceição   |    |    |
| M                  | ' | Zequinha        |    |    |
| A                  | ' | Fischer         |    | a' |
| A                  | ' | Ademir Vicente  |    | b' |
| A                  | ' | Jairzinho       |    |    |
| Substituições:     |   |                 |    |    |
| A                  | ' | Ferretti        | a' |    |
| M                  | ' | Marco Aurélio   | b' |    |
| Treinador:         |   |                 |    |    |
| Sebastião Leônidas |   |                 |    |    |

|                |   |                  |    |    |
|                |   |                  |    |    |
| G              | 1 | Renato           |    |    |
| Z              | ' | Chiquinho Pastor |    |    |
| Z              | ' | Tinho            |    |    |
| Z              | ' | Moreira          |    |    |
| M              | ' | Rodrigues Neto   |    |    |
| M              | ' | Liminha          |    |    |
| M              | ' | Zanata           |    | a' |
| A              | ' | Paulo César Caju |    |    |
| A              | ' | Fio Maravilha    |    |    |
| A              | ' | Rogério Hetmanek |    | b' |
| A              | ' | Humberto Redes   |    |    |
| Substituições: |   |                  |    |    |
| LD             |   | Mineiro          | a' |    |
| A              | ' | Caio Cambalhota  | b' |    |
| Treinador:     |   |                  |    |    |
| Zagallo        |   |                  |    |    |

## O Jogo da Vingança
Adílio, ex-meia do Flamengo e que em 1972 estava nas categorias de base do clube, participou da preliminar daquele jogo e assistiu das arquibancadas a festa alvinegra.
Durante os nove anos entre as duas partidas, toda vez que as equipes se enfrentavam, a torcida do Botafogo exibia uma faixa com os dizeres “Nós gostamos de Vo6!”.

### Ficha técnica
| 8 de novembro de 1981 | Flamengo                                                            | 6 – 0         | Botafogo | Estádio do Maracanã, Rio de Janeiro-RJ                                                                          |
|                       | Nunes 7' · Zico 27' 75' (pen) · Lico 33' · Adílio 40' · Andrade 87' | Ficha Técnica |          | Público: 69,051 Renda: Cr$ 15,031,600 Árbitro: MG Édson Alcântara do Amorim Torneio: Campeonato Carioca de 1981 |

| Flamengo | Botafogo |

|                        |    |               |                               |
|                        |    |               |                               |
| G                      | 1  | Raul Plasmann |                               |
| LD                     | 2  | Leandro       |                               |
| Z                      | 3  | Figueiredo    |                               |
| Z                      | 4  | Mozer         |                               |
| LE                     | 6  | Júnior        | Penalizado com cartão amarelo |
| V                      | 5  | Andrade       |                               |
| M                      | 8  | Adílio        |                               |
| M                      | 10 | Zico          |                               |
| A                      | 7  | Tita          |                               |
| A                      | 9  | Nunes         |                               |
| A                      | 11 | Lico          |                               |
| Substituições:         |    |               |                               |
| Treinador:             |    |               |                               |
| Paulo César Carpegiani |    |               |                               |

|                     |   |                  |                               |    |
|                     |   |                  |                               |    |
| G                   | 1 | Paulo Sérgio     |                               |    |
| LD                  | ' | Perivaldo        | Penalizado com cartão amarelo |    |
| Z                   | ' | Gaúcho Lima      |                               |    |
| Z                   | ' | Oswaldo          |                               |    |
| LE                  | ' | Jorge Luiz       |                               |    |
| V                   | ' | Rocha            |                               |    |
| M                   | ' | Mendonça         |                               |    |
| M                   | ' | Ademir Lobo      |                               |    |
| A                   | ' | Édson Carpegiani |                               | a' |
| A                   | ' | Mirandinha       |                               |    |
| A                   | ' | Ziza             |                               |    |
| Substituições:      |   |                  |                               |    |
| A                   |   | Jairzinho        | a'                            |    |
| Treinador:          |   |                  |                               |    |
| Paulinho de Almeida |   |                  |                               |    |

Curiosidades: *Jairzinho participou das 2 partidas de 1972 e de 1981. 
- O botafoguense Édson Carpegiani, que jogou a partida de 1981, é irmão[9] de Paulo César Carpegiani, técnico do Flamengo na época.